# Plogastel-Saint-Germain
Plogastel-Saint-Germain (bret. Plogastell-Sant-Jermen) – miejscowość i gmina we Francji, w regionie Bretania, w departamencie Finistère.
Według danych na rok 1990 gminę zamieszkiwało 1687 osób, a gęstość zaludnienia wynosiła 54 osoby/km² (wśród 1269 gmin Bretanii Plogastel-Saint-Germain plasuje się na 377. miejscu pod względem liczby ludności, natomiast pod względem powierzchni na miejscu 254.).